# 練馬区モデル
練馬区モデル（ねりまくモデル）は、東京都練馬区が2021年1月30日に発表したCOVID-19ワクチン（新型コロナウイルス感染症対策ワクチン）の接種計画である。練馬モデルまたは練馬区方式とも呼ばれる。

## 概要
2020年から世界各地で感染拡大が進んでいる新型コロナウイルス感染症への対策として、ワクチンが欧米や中国の大手製薬会社の間などで急ピッチで開発が進められ、2020年12月から欧米各国などで本格的なワクチン接種が開始された。また、2021年2月12日には日本国内向けのアメリカのファイザー製ワクチンの第1陣が千葉県の成田空港にANA機で到着した。これに先がけ、厚生労働省は、2020年から、大規模公共施設を接種会場としたワクチンの集団接種についての計画を進めており、2021年1月27日には、神奈川県川崎市の川崎市立看護短期大学の体育館で、川崎市と共同で、ワクチン接種訓練が行われた。
一方、練馬区は従来、厚生労働省が進めてきた大規模公共施設中心の接種ではなく、かかりつけ医などの小規模診療所を中心とし、区役所本庁舎、区立学校の体育館、区内の大規模病院での接種を組み合わせた独自の接種モデルを計画し、2021年1月30日に発表した。厚生労働省は、練馬区モデルを全国の自治体に情報提供した。練馬区は、2021年4月以降、65歳以上の高齢者を対象にこの練馬区モデルによる接種を開始するとしている。また、練馬区以外の全国各地でも、従来検討されていた集団接種中心の接種モデルではなく、個別接種を中心とした練馬区モデルを採用する自治体が多い。なお、練馬区では5月8日に「練馬区モデル」を採用した接種のシミュレーションが行われた。

## 練馬区モデルでのワクチン分配方法
区内の約250か所にある小規模診療所が接種見込み数を区にあらかじめ報告。また、小規模診療所での接種を希望する人は、診療所に予約し、練馬区医師会が予約数を取りまとめ、区に報告し、区は4か所の区立施設のディープフリーザー（超低温冷凍庫）に50〜70個に小分けして保管しているワクチンを、保冷ボックスに入れ、配送委託事業者のトラックなどで輸送し、小規模診療所に分配する。配布されたワクチンは原則5日間以内に使用することになっている。

## 練馬区以外で練馬区モデルを採用予定の自治体
青森県
青森市
岩手県
奥州市
宮城県
仙台市
福島県
福島市
栃木県
佐野市
京都府
京都市
福岡県
福岡市
なお、「練馬区モデル」とは称していないものの、上記以外の全国多数の自治体でかかりつけ医による個別接種を中心に、一部に体育館などでの集団接種を組み合わせたモデルを採用している。